# Szemu’el z Kurowa
Szemu’el ben Awraham Jeszajahu z Kurowa (hebr. ‏שמואל בן אברהם ישעיהו מקארוב‎; ur. ok. 1735 w Prudniku, zm. 1820 w Kurowie) – polski cadyk chasydzki, uczeń Elimelecha z Leżajska i Jakuba Izaaka Horowica.

## Życiorys
Urodził się w Prudniku około 1735 roku. Jego ojciec Awraham Jeszajahu ben Dawid Szemu’el był wnukiem Judaha Leiba ben Izaaka i praprawnukiem Jozuego Höschela ben Józefa. Mimo swojego rodowodu dorastał w ogromnej biedzie, do tego stopnia, że społeczność musiała go wspierać w czasie żydowskich świąt. Szemu’el został uczniem Elimelecha z Leżajska, później wyjechał do Lublina, gdzie stał się jednym z głównych uczniów Jakuba Izaaka Horowica, który pomagał Szemu’elowi kierować małą jesziwą w Lublinie. W 1815 Szmuel został przewodniczącym własnego dworu chasydzkiego w Kurowie, który przyjmował tysiące młodych chasydów z okolic. Wśród jego najbardziej znanych naśladowców jest Jechezkel Taub z Kazimierza Dolnego, założyciel chasydyzmu kuzmirskiego. Po jego śmierci jego najstarszy syn, Dowid, odmówił zastąpienia go na stanowisku prezesa dworu w Kurowie, przez co większość jego zwolenników wyjechała do Symchego Binema. Kilka nauk Szemu’ela zostało zebranych w publikacji „Shir La’Chasidim”, wydanej w Warszawie w 1930.